# Ghiacciaio Palestrina
Il ghiacciaio Palestrina è un ghiacciaio lungo circa 20 km e largo 15, situato sulla costa nord-occidentale dell'isola Alessandro I, al largo della costa della Terra di Palmer, in Antartide. Il ghiacciaio, il cui punto più alto si trova a oltre 700 m s.l.m., nasce dal nevaio Nichols, a ovest dei monti Rouen, e fluisce verso sud-ovest, scorrendo tra il monte Havre, a nord, e i picchi Landers, a sud, fino a entrare nella baia di Lazarev, subito a sud del monte Holt e a nord dello sbocco del ghiacciaio Iliev. Lungo il percorso, al flusso del ghiacciaio Palestrina si uniscono quelli di diversi suoi tributari, tra cui il McManus e lo Yozola, da sud, il Foreman, da nord, e il Rosselin, da nord-est.

## Storia
Il ghiacciaio Palestrina è stato mappato nel 1960 da D. Searle, cartografo del British Antarctic Survey (al tempo ancora chiamato "Falkland Islands Dependencies Survey", FIDS), sulla base di fotografie aeree scattate durante la spedizione antartica di ricerca comandata da Finn Rønne, svoltasi nel 1947-48, ed è stato così battezzato dal Comitato britannico per i toponimi antartici in onore del compositore italiano Giovanni da Palestrina.